# Nenax
Nenax é um género botânico pertencente à família Rubiaceae.